# Aina Diversi
(Aina Diversi, Qui e là, per Patty Pravo)
Aina Diversi (Castel Bolognese, 1943) è una paroliera italiana.

## Biografia
Appassionata di musica, inizia a comporre i primi testi; a Roma riesce a proporli a Sergio Bardotti, che in quel periodo lavora per la ARC e che li fa incidere ad artisti come i Rokes e Patty Pravo.
Nel 1967 scrive il suo testo più noto, quello per la cover della canzone Holy cow (letteralmente mucca sacra), scritta da Allen Toussaint e portata al successo da Lee Dorsey: la Diversi si stacca del tutto dalle parole originali e con Qui e là, incisa dalla Pravo, oltre a scrivere un successo tra i più noti della cantante veneta rappresenta anche in modo efficace quello che è lo stile di vita beat.
Anche se, sul disco, Qui e là è il lato B di Sto con te, viene scelta per il riuscito connubio tra testo e musica per la promozione, e partecipa al Cantagiro 1967 e a Canzonissima nell'autunno dello stesso anno.
Aina Diversi si laurea in lingue e letterature straniere nel 1969 alla facoltà di magistero dell'Università di Bologna, e successivamente si ritira dall'attività.

## Le principali canzoni scritte da Aina Diversi
Abbiamo indicato solo il primo interprete, gli autori della musica e gli eventuali collaboratori al testo.
- 1966 - Il colore che gli dai[3] per The G & M (musica di Guido e Maurizio De Angelis e Franco Pisano)
- 1967 - Se fossi lei per The Rokes (in collaborazione con Sergio Bardotti; musica di Shel Shapiro)
- 1967 - Non far finta di no per The Rokes (in collaborazione con Sergio Bardotti; musica di Shel Shapiro e Guido Cenciarelli)
- 1967 - Qui e là per Patty Pravo (musica di Allen Toussaint)
- 1968 - Solo da ieri per Sara (musica di Elvio Monti[4])